# Château du Bosquet
Pour les articles homonymes, voir Château du Bosquet (Tarn) et Bosquet (homonymie).
Le château du Bosquet est un château situé à Saint-Martin-d'Ardèche, en France.

## Localisation
Le château est situé sur la commune de Saint-Martin-d'Ardèche, dans l’extrême-sud du département de l'Ardèche.

## Historique
Au début du XVIe siècle, l’évêque de Viviers Claude de Tournon lança la construction d'une bastide en 1520 sur le territoire de Saint-Martin-de-la-Pierre. Antoine du Roure, mort en 1622, baron d'Aiguèze, transforme la maison forte en résidence de style Renaissance. C'est « l'un des chaînons majeurs de l'architecture en vallée du Rhône au moment de l'introduction de l'art de la Renaissance », comme le précise l'ouvrage De la Dent de Rez aux Gorges de l'Ardèche, histoire et environnement d'un territoire, édité par le Syndicat des Gorges de l'Ardèche.
L'édifice, propriété privée, est inscrit au titre des monuments historiques en 2003.

## Description
L'édifice de 1 600 m2 comprend vingt pièces principales, sur neuf hectares de terrain.